# Kevin Loder
Kevin Allen Loder (nacido el 15 de marzo de 1959 en Cassopolis, Míchigan) es un exjugador de baloncesto estadounidense que disputó 3 temporadas en la NBA y una más en la CBA.  Con 1,98 metros de estatura, jugaba en la posición de escolta.

## Trayectoria deportiva

### Universidad
Tras un año en la pequeña universidad de Kentucky State, jugó durante tres temporadas con los Hornets de la Universidad de Alabama State, en las que promedió 20,9 puntos y 7,3 rebotes por partido. Fue dos veces All-American de la NAIA.

### Profesional
Fue elegido en la decimoséptima posición del Draft de la NBA de 1981 por Kansas City Kings, donde jugó su mejor temporada como profesional en el año de su debut, promediando 6,9 puntos y 2,7 rebotes por partido. Tras una temporada más saliendo desde el banquillo, al año siguiente es definitivamente cortado, firmando como agente libre por los San Diego Clippers, con los que únicamente jugaría 4 minutos en un partido, siendo nuevamente despedido.
Al año siguiente probó fortuna en la CBA, fichando por los Sarasota Stingers, donde promediaría 21,3 partidos en su única temporada antes de retirarse definitivamente. En el total de su trayectoria en la NBA promedió 5,9 puntos y 2,3 rebotes por noche.

## Estadísticas de su carrera en la NBA

### Temporada regular
| Temporada | Edad | Equipo             | Liga | P   | TIT | MIN  | TC  | TCA | %TC  | 3P  | 3PA | %3P  | TL  | TLA | %TL  | R.OF. | R.DEF. | REB | ASIS | ROB | TAP | PER | FP  | PTS |
| 1981-82   | 22   | Kansas City Kings  | NBA  | 71  | 13  | 16.0 | 2.9 | 6.3 | .464 | 0.0 | 0.2 | .000 | 1.1 | 1.5 | .720 | 1.0   | 1.8    | 2.7 | 1.2  | 0.5 | 0.4 | 1.0 | 2.1 | 6.9 |
| 1982-83   | 23   | Kansas City Kings  | NBA  | 66  | 13  | 12.4 | 2.1 | 4.5 | .460 | 0.1 | 0.1 | .556 | 0.8 | 1.2 | .663 | 0.6   | 1.3    | 1.9 | 1.1  | 0.4 | 0.1 | 1.0 | 1.5 | 5.1 |
| 1983-84   | 24   | TOTAL              | NBA  | 11  | 0   | 12.5 | 1.7 | 3.9 | .442 | 0.1 | 0.3 | .333 | 0.8 | 1.2 | .692 | 0.6   | 1.0    | 1.6 | 1.3  | 0.3 | 0.5 | 1.0 | 1.5 | 4.4 |
| 1983-84   | 24   | Kansas City Kings  | NBA  | 10  | 0   | 13.3 | 1.9 | 4.3 | .442 | 0.1 | 0.3 | .333 | 0.9 | 1.3 | .692 | 0.7   | 1.1    | 1.8 | 1.4  | 0.3 | 0.5 | 1.1 | 1.5 | 4.8 |
| 1983-84   | 24   | San Diego Clippers | NBA  | 1   | 0   | 4.0  | 0.0 | 0.0 |      | 0.0 | 0.0 |      | 0.0 | 0.0 |      | 0.0   | 0.0    | 0.0 | 0.0  | 0.0 | 0.0 | 0.0 | 1.0 | 0.0 |
| Total     |      |                    | NBA  | 148 | 26  | 14.1 | 2.5 | 5.3 | .461 | 0.0 | 0.2 | .261 | 0.9 | 1.4 | .695 | 0.8   | 1.5    | 2.3 | 1.2  | 0.5 | 0.3 | 1.0 | 1.8 | 5.9 |